# Saison 2011 de la WSA
La saison 2011 de l'Association internationale des joueuses de squash (ou WSA World Tour 2011), est constituée d'une centaine de tournois organisés par la WSA, dont le prestigieux championnat du monde organisé en novembre 2011 à Rotterdam.
Le circuit pro tour organise des tournois de trois catégories: les World Series qui ont la meilleure dotation en point et en argent, Gold et Silver.
Le circuit se conclut par le WSA World Series Finals, le tournoi de fin de saison pour les 8 joueuses les mieux classées.

## Calendrier 2011

### World Open
| Tournoi                                                                                    | Date              | Championne                   | Finaliste     | Demi-finalistes                | Quart de finalistes                                    |
| ------------------------------------------------------------------------------------------ | ----------------- | ---------------------------- | ------------- | ------------------------------ | ------------------------------------------------------ |
| World Open 2011 Rotterdam, Pays-Bas World Open - World Series Platinum 143 000 $ - tableau | 1–6 novembre 2011 | Nicol David 11-2, 11-5, 11-0 | Jenny Duncalf | Natalie Grinham Samantha Terán | Laura Massaro Kasey Brown Low Wee Wern Dipika Pallikal |

### World Series
| Tournoi                                                                    | Date                | Championne                           | Finaliste         | Demi-finalistes                 | Quart de finalistes                                          |
| -------------------------------------------------------------------------- | ------------------- | ------------------------------------ | ----------------- | ------------------------------- | ------------------------------------------------------------ |
| Open des îles Caïmans Îles Caïmans World Series Gold 68 500 $ - tableau    | 4–9 avril 2011      | Nicol David 11-7, 11-6, 12-14, 11-4  | Jenny Duncalf     | Rachael Grinham Donna Urquhart  | Madeline Perry Camille Serme Sarah Kippax Natalie Grinham    |
| Malaysian Open Kuala Lumpur, Malaisie World Series Gold 68 500 $ - tableau | 19–23 juillet 2011  | Nicol David 11-6, 12-10, 11-5        | Jenny Duncalf     | Omneya Abdel Kawy Camille Serme | Rachael Grinham Kasey Brown Laura Massaro Joelle King        |
| Australian Open Canberra, Australie World Series Gold 74 000 $ - tableau   | 8–14 août 2011      | Nicol David 11-8, 11-4, 11-6         | Jenny Duncalf     | Rachael Grinham Madeline Perry  | Annie Au Donna Urquhart Joelle King Natalie Grinham          |
| US Open Philadelphie, États-Unis World Series Gold 60 000 $ - tableau      | 1–6 octobre 2011    | Laura Massaro 5-11, 11-5, 11-3, 11-5 | Kasey Brown       | Jenny Duncalf Madeline Perry    | Nicol David Rachael Grinham Camille Serme Annie Au           |
| Qatar Classic Doha, Qatar World Series Gold 74 000 $ - tableau             | 16–21 octobre 2011  | Nicol David 11-2, 11-7, 11-3         | Madeline Perry    | Rachael Grinham Nour El Tayeb   | Raneem El Weleily Low Wee Wern Emma Beddoes Nour El Sherbini |
| Hong Kong Open Hong Kong, China World Series Gold 74 000 $ - tableau       | 14–20 novembre 2011 | Nicol David 11-5, 11-4, 11-9         | Raneem El Weleily | Annie Au Low Wee Wern           | Rachael Grinham Laura Massaro Camille Serme Joey Chan        |

| Tournoi final                                                                                     | Date             | Championne                   | Finaliste      | Demi-finalistes             | Round Robin                                               |
| ------------------------------------------------------------------------------------------------- | ---------------- | ---------------------------- | -------------- | --------------------------- | --------------------------------------------------------- |
| World Series Finals 2011 Queen's Club, Londres, Angleterre World Series Finals 50 000 $ - tableau | 4–8 janvier 2012 | Nicol David 11-9, 11-9, 11-9 | Madeline Perry | Jenny Duncalf Laura Massaro | Rachael Grinham Camille Serme Low Wee Wern Donna Urquhart |

### Gold 50
| Tournoi                                                                | Date                        | Championne                            | Finaliste      | Demi-finalistes            | Quart de finalistes                                     |
| ---------------------------------------------------------------------- | --------------------------- | ------------------------------------- | -------------- | -------------------------- | ------------------------------------------------------- |
| Cleveland Classic Cleveland, États-Unis Gold 50 55 800 $ - tableau     | 29 janvier - 2 février 2011 | Laura Massaro 11-9, 11-7, 9-11, 11-8  | Nicol David    | Madeline Perry Annie Au    | Jenny Duncalf Natalie Grinham Amanda Sobhy Sarah Kippax |
| Open de Kuala Lumpur Kuala Lumpur, Malaisie Gold 50 53 500 $ - tableau | 16–20 mars 2011             | Nicol David 11-6, 11-6, 11-2          | Madeline Perry | Alison Waters Annie Au     | Rachael Grinham Kasey Brown Camille Serme Joey Chan     |
| Singapore Masters Singapour Gold 50 53 500 $ - tableau                 | 26–30 juillet 2011          | Madeline Perry 11-7, 11-8, 5-11, 11-9 | Laura Massaro  | Nicol David Camille Serme  | Rachael Grinham Kasey Brown Annie Au Jaclyn Hawkes      |
| Carol Weymuller Open Brooklyn, États-Unis Gold 50 50 400 $ - tableau   | 22–25 septembre 2011        | Raneem El Weleily 11-7, 15-13, 11-4   | Jenny Duncalf  | Madeline Perry Kasey Brown | Rachael Grinham Camille Serme Annie Au Joelle King      |

### Silver 30
| Tournoi                                                                   | Date               | Championne                               | Finaliste   | Demi-finalistes             | Quart de finalistes                                            |
| ------------------------------------------------------------------------- | ------------------ | ---------------------------------------- | ----------- | --------------------------- | -------------------------------------------------------------- |
| Open de Greenwich 2011 Greenwich, États-Unis Silver 30 37 450 $ - tableau | 20–23 janvier 2011 | Kasey Brown 11-2, 11-7, 11-4             | Joelle King | Madeline Perry Amanda Sobhy | Rachael Grinham Natalie Grinham Raneem El Weleily Sarah Kippax |
| Open du Texas 2011 Dallas, États-Unis Silver 30 40 000 $ - tableau        | 14–17 avril 2011   | Rachael Grinham 11-5, 10-12, 12-10, 11-7 | Kasey Brown | Joelle King Sarah Kippax    | Low Wee Wern Samantha Terán Joey Chan Natalie Grinham          |

### Silver 20
| Tournoi                                                                                     | Date                     | Championne                                    | Finaliste         | Demi-finalistes                 | Quart de finalistes                                                  |
| ------------------------------------------------------------------------------------------- | ------------------------ | --------------------------------------------- | ----------------- | ------------------------------- | -------------------------------------------------------------------- |
| Atwater Cup 2011 Montréal, Canada Silver 20 25 900 $                                        | 30 mars - 2 avril 2011   | Natalie Grinham 11-6, 11-7, 14-12             | Joelle King       | Vanessa Atkinson Jaclyn Hawkes  | Samantha Terán Amanda Sobhy Isabelle Stoehr Olivia Blatchford        |
| Irish Squash Open 2011 Dublin, Irlande Silver 20 26 200 $                                   | 13–16 avril 2011         | Nour El Tayeb 13-15, 5-11, 11-9, 12-10, 16-14 | Jaclyn Hawkes     | Madeline Perry Vanessa Atkinson | Aisling Blake Dominique Lloyd-Walter Manuela Manetta Tenille Swartz  |
| Hurghada International 2011 Hurghada, Égypte Silver 20 20 000 $ - tableau                   | 14–19 mai 2011           | Raneem El Weleily 11-5, 12-10, 11-9           | Omneya Abdel Kawy | Rachael Grinham Nour El Tayeb   | Camille Serme Line Hansen Engy Kheirallah Heba El Torky              |
| Boca del Río Veracruz International 2011 Boca del Río, Mexique Silver 20 20 000 $ - tableau | 23–26 juin 2011          | Samantha Terán 7-11, 8-11, 11-7, 11-7, 11-5   | Natalie Grinham   | Joey Chan Aisling Blake         | Latasha Khan Olivia Blatchford Milou van der Heijden Thaisa Serafini |
| World Tour Pyramides 2011 Le Port-Marly, France Silver 20 26 700 $                          | 30 juin - 3 juillet 2011 | Camille Serme 11-4, 11-4, 6-11, 11-9          | Natalie Grinham   | Dipika Pallikal Joshna Chinappa | Aisling Blake Line Hansen Lucie Fialová Tenille Swartz               |
| BC Honda Sun & Surf 2011 Vancouver, Canada Silver 20 27 450 $                               | 4–7 août 2011            | Samantha Terán 11-2, 11-5, 11-3               | Jaclyn Hawkes     | Emma Beddoes Latasha Khan       | Heba El Torky Victoria Lust Engy Kheirallah Misaki Kobayashi         |
| Atlantis Open 2011 Alexandrie, Égypte Silver 20 20 000 $                                    | 25–28 septembre 2011     | Nour El Sherbini 11-5, 11-8, 7-11, 11-8       | Nour El Tayeb     | Line Hansen Kanzy El Defrawy    | Aisling Blake Lauren Briggs Nouran El Torky Yathreb Adel             |
| Open de Chine 2011 Shanghai, Chine Silver 20 25 300 $ - tableau                             | 11–14 octobre 2011       | Low Wee Wern 13-15, 11-8, 11-4, 12-10         | Delia Arnold      | Jaclyn Hawkes Heba El Torky     | Joey Chan Siyoli Waters Misaki Kobayashi Nouran El Torky             |
| Monte-Carlo Squash Classic 2011 Monte Carlo, Monaco Silver 20 20 000 $ - tableau            | 11–14 octobre 2011       | Natalie Grinham 7-11, 9-11, 12-10, 11-8, 11-8 | Annie Au          | Sarah Kippax Line Hansen        | Aisling Blake Lucie Fialová Emily Whitlock Lauren Briggs             |

## Top 10 mondial 2011
| Rank | 2011              | 2011      |
| ---- | ----------------- | --------- |
| 1    | Nicol David       | 3 279,412 |
| 2    | Jenny Duncalf     | 1 934,118 |
| 3    | Laura Massaro     | 1 411,765 |
| 4    | Madeline Perry    | 1 409,200 |
| 5    | Kasey Brown       | 1 111,667 |
| 6    | Rachael Grinham   | 1 078,524 |
| 7    | Raneem El Weleily | 1 022,789 |
| 8    | Annie Au          | 948,952   |
| 9    | Natalie Grinham   | 920,889   |
| 10   | Camille Serme     | 877,175   |

## Retraite
Ci dessous, la liste des joueurs et joueuses notables (gagnants un titre majeur ou ayant fait partie du top 30 pendant au moins un mois) ayant annoncé leur retraite du squash professionnel, devenus inactifs ou ayant été bannis durant la saison 2011:
- Vanessa Atkinson (née le 10 mars 1976 à Newcastle, Angleterre) rejoint le pro tour en 1995, atteignant le rang de 1re mondiale en décembre 2005 et conservant cette place pendant 4 mois en 2005. Elle gagne le championnat du monde de squash en 2004 contre Natalie Grinham. Elle gagne également des tournois majeurs comme le Qatar Classic, le Malaysian Open, le Tournament of Champions à New York et l'US Open. Elle se retire en août après une victoire au Nottingham Open, le 24e titre WSA World Tour de sa carrière[1].
- Isabelle Stoehr (née le 9 juin 1979 à Tours) rejoint le pro tour en 1996, atteignant le rang de 10e mondiale en février 2009. Elle gagne 7 titres WSA World Tour dont le Alexandria Open et le WISPA des Pyramides. Elle se retire en novembre après une ultime compétition au Qatar Classic[2],[3].
- Rebecca Chiu (née le 24 novembre 1978 à Hong Kong) rejoint le pro tour en 1993, atteignant le rang de 13e mondiale en octobre 2007. Elle gagne 16 titres WSA World Tour dont le Japan Open en 2001 et le Singapore Open en 2004. Elle se retire en février 2011.
- Dominique Lloyd-Walter (née le 17 juin 1981 dans le Borough londonien de Harrow) rejoint le pro tour en 1999, atteignant le rang de 18e rang mondial en novembre 2006. Elle gagne 8 titres WSA World Tour pour 9 finales. Elle annonce sa retraite sportive en juillet 2011 après une longue blessure au pied de juin à décembre 2010[4].
- Tenille Swartz (née le 13 mai 1987 à Parys (Afrique du Sud)) rejoint le pro tour en 2006, atteignant le rang de 28e mondiale en avril 2008. Elle se retire en novembre après avoir perdu au premier tour du Qatar Classic[5].